# Constance Moore
Constance Moore (18 de janeiro de 1921 - 16 de setembro de 2005) foi uma cantora e atriz de cinema estadunidense que atuou em 49 filmes entre 1937 e 1967. Ela se tornou especialmente conhecida por musicais tais como Show Business e Atlantic City, e por atuar no seriado clássico Buck Rogers, de 1939, interpretando Wilma Deering, a única personagem feminina do seriado.

## Biografia
Moore nasceu em Sioux City, em Iowa, filha de Francis Richard “Dick” Moore e Constance Houghton. Seus pais divorciaram-se e ela, sua mãe e o irmão Oliver Joseph mudaram-se para Dallas, no Texas, onde sua mãe casou com J.G. Smith, e Constance teve mais duas irmãs, Shirley e Betty.
Seu desejo era ser cantora e em 1930 ela conseguiu um trabalho na rádio CBS. Enquanto trabalhava em uma série musical, ela foi descoberta por um caça-talentos, Rufus LeMaire, e assinou com Universal Studios. Seu primeiro filme foi Prescription for Romance, em 1937, num pequeno papel não creditado. Seu primeiro papel creditado foi em Border Wolves, em 1938.
Trabalhou com W. C. Fields em You Can't Cheat an Honest Man (1939), e apareceu no musical da Broadway By Jupiter, entre 1942 e 1943.
Moore retirou-se do cinema em 1947, mas apareceu esporadicamente em algumas produções. Apareceu em uma tour da USO com Bob Hope e os Nicholas Brothers em 1951. Ela pintava naturezas mortas e em 1976 participou como auxiliar do Braille Institute, em Beverly Hills, Califórnia.
Moore interpretou Doris no episódio Just a Housewife (1960) na produção da ABC, The Donna Reed Show. Entre 1961-1962, Moore atuou em dez episódios da série Window on Main Street, da CBS, ao aldo de Robert Young. Seu último filme foi Hit Parade of 1947, em 1947. Após isso, atuou em vários episódios isolados de séries de TV, e sua última atuação foi no episódio Both Your Houses, na série de TV My Three Sons, em 1967.

## Vida pessoal e morte
Moore casou com seu agente, John Maschio, aos 18 anos, e tiveram dois filhos, Gina (nascida em 1942) e Michael (nascido em 1947). Eles ficaram casados até a morte dele, em 1998.
Moore morreu em 16 de setembro de 2005, aos 85 anos, após uma longa doença. Foi sepultada no Westwood Village Memorial Park Cemetery, em Los Angeles.

## Filmografia parcial
- Prescription for Romance (1937)
- You're a Sweetheart (1937)
- Border Wolves (1938)
- Wives Under Suspicion (1938)

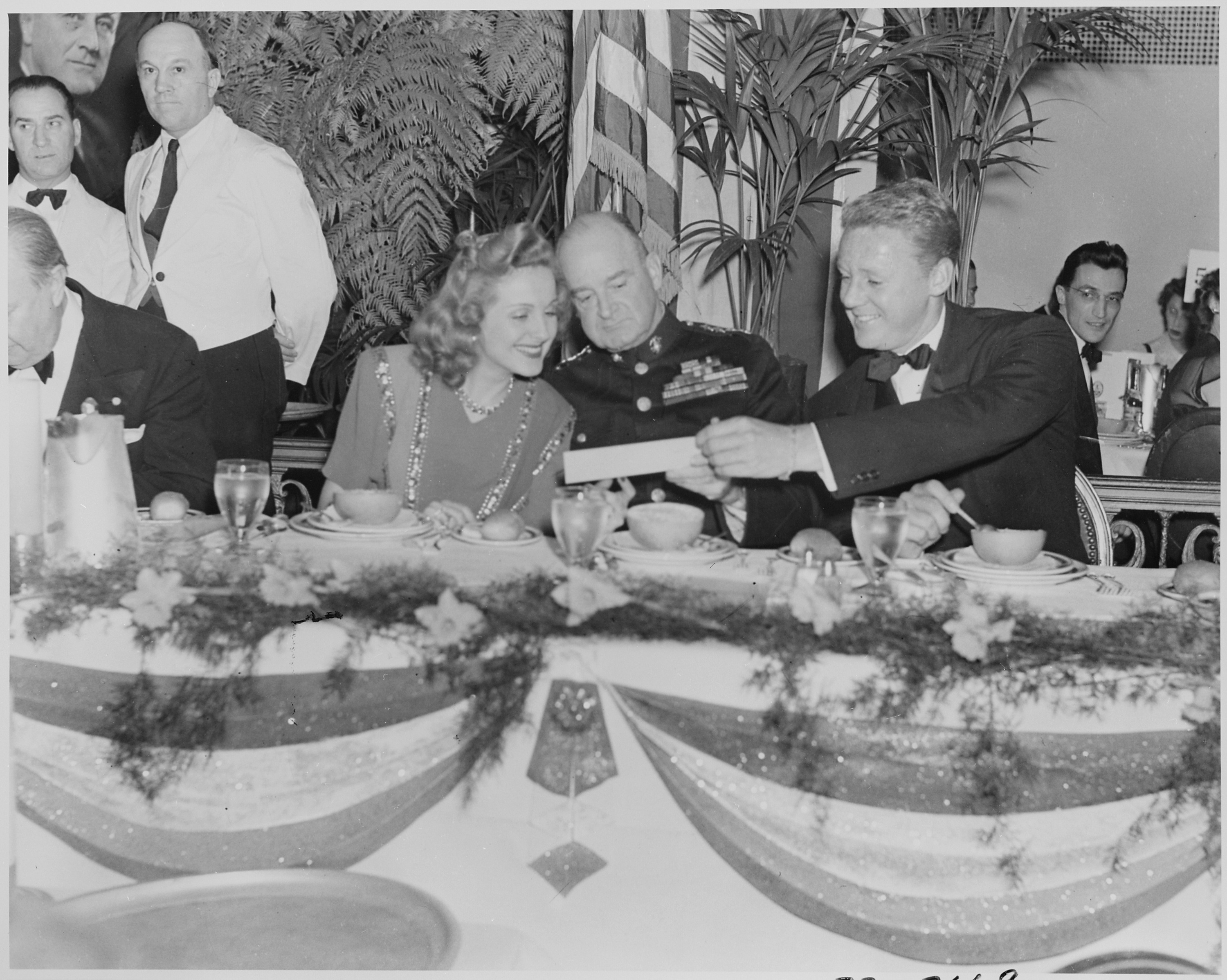
Constance Moore e Van Johnson durante a Roosevelt Birthday Ball, em Washington, em 28 de Janeiro de 1946

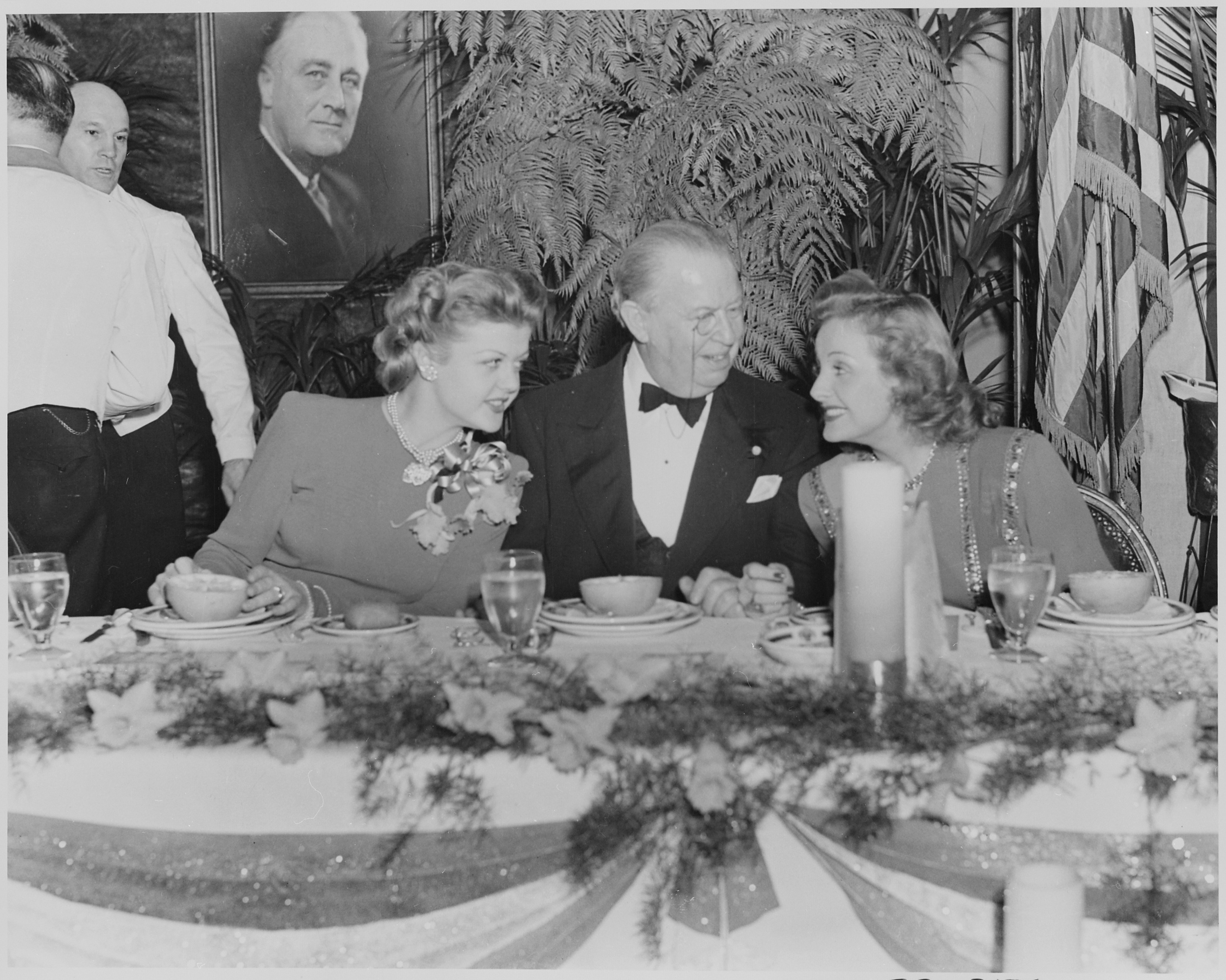
Constance Moore ao lado de Charles Coburn e Angela Lansbury durante a Roosevelt Birthday Ball, em Washington, em 28 de Janeiro de 1946

- You Can't Cheat an Honest Man (1939)
- Buck Rogers (1939)
- Las Vegas Nights (1941)
- I Wanted Wings (1941)
- Take a Letter, Darling (1942)
- Show Business (1944)
- Atlantic City
- Mexicana (1945)
- Earl Carroll Vanities (1945)
- Hit Parade of 1947 (1947)
- My Three Sons (série de TV, 1967, 1 episódio: Both Your Houses)